# Fredrik Elgh

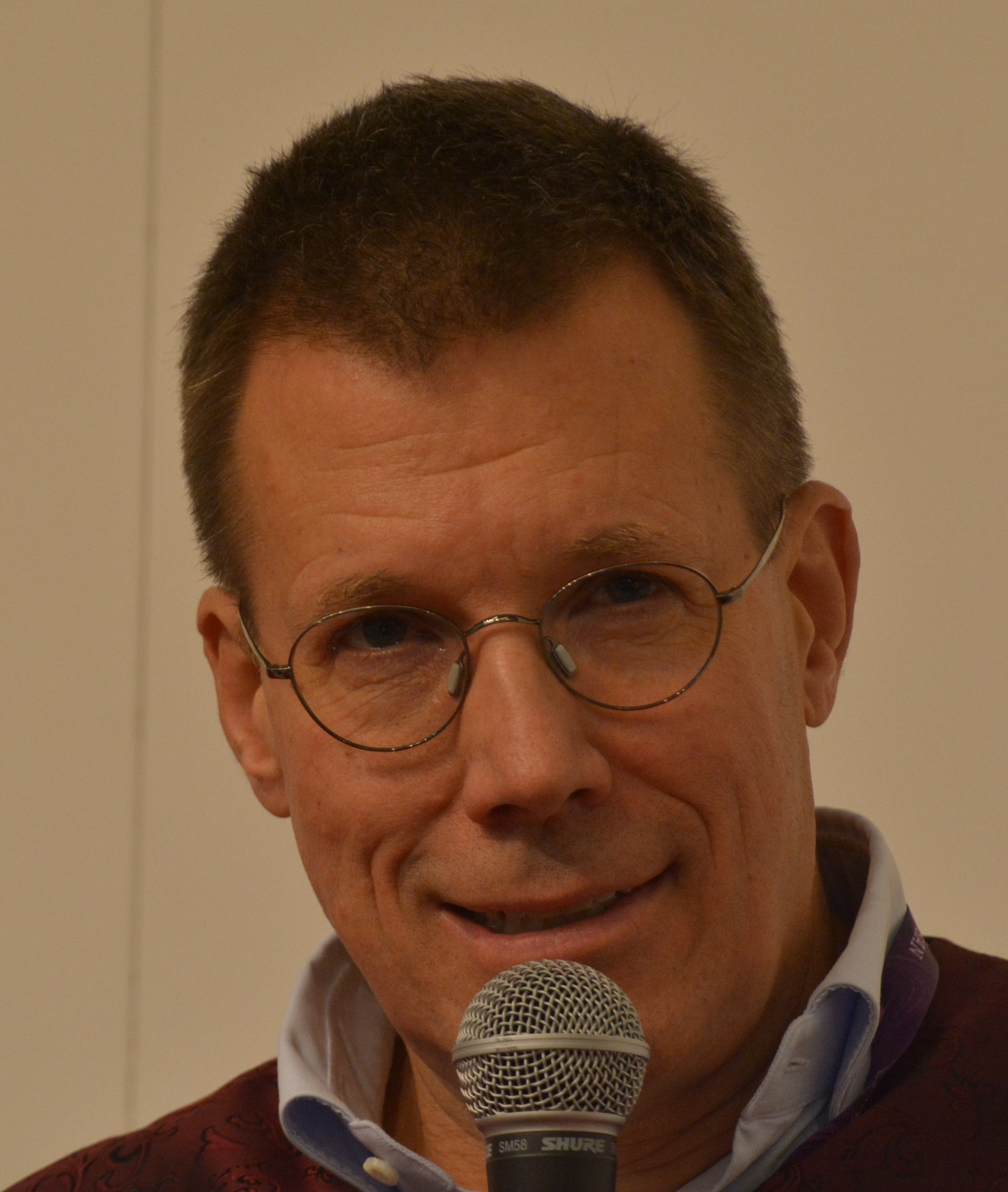
Fredrik Elgh på Bokmässan i Göteborg 2016.

Carl Göran Fredrik Elgh, född 3 december 1957 i Västra Skrävlinge församling i Malmö, är en svensk läkare och forskare.
Fredrik Elgh, som är uppvuxen i Karlstad, är son till tandläkaren Carl-Göran Elgh och fil. mag. Monica Elgh, född Hedenlund. Elgh blev licentiat i medicinsk vetenskap 1986 och tog läkarexamen 1988 vid Umeå universitet, där han 1996 disputerade i virologi vid medicinska fakulteten.  Åren 1997–1998 genomförde han postdoktoral utbildning vid United States Army Medical Research Institute i Frederick, Maryland, USA. Elgh ledde arbetet med att bygga upp verksamheten vid det mikrobiologiska högsäkerhetslaboratoriet (BSL-4) vid Smittskyddsinstitutet, nuvarande Folkhälsomyndigheten, 1999 till 2002. Han blev docent 2002 och utsågs 2007 till professor i biomedicin vid Örebro universitet. Elgh är sedan 2009 professor i virologi vid Umeå universitet. Han var överläkare vid Norrlands universitetssjukhus åren 2009–2022.
Elghs medicinska forskning har omfattat studier av vävnadsplasminogenaktivatorns genetik, virusorsakade blödarfebrar, särskilt den i Sverige vanliga sorkfebern (nephropathia epidemica) och andra virala zoonoser, influensavirus och dess roll i historien samt infektioners roll för uppkomsten av prostatacancer. För närvarande är Elghs huvudinriktning studiet av herpes simplex-virus roll för utvecklingen av Alzheimers sjukdom. Under covid-19-pandemin var Elgh aktiv i debatten om den svenska strategin och framförde kritiska synpunkter utifrån ett infektionsepidemiologiskt perspektiv, bland annat flera gånger i TV-programmet Agenda.
Elgh är även verksam som kulturarbetare. Han var åren 2009–2019 projektledare för den arbetsgrupp som verkade för utgivningen av Pehr Stenbergs levernesbeskrivning, en handskrift omfattande 5 000 sidor om en ung mans livsresa under gustaviansk tid från en bondgård i Västerbotten till akademiska studier i Åbo och som promoverad präst återkommen till hembygden. Som utgivare fungerade Elgh, Göran Stenberg och Ola Wennstedt; Svenska Akademien tilldelade utgivartrion Axel Hirschs pris år 2017. Elgh har i föreläsningar och texter bidragit till att aktualisera olika västerbottniska konstnärskap, såsom Kjell Rosén, Berta Hansson och Ingvar Hällgren. Han har därvid också samarbetat med gallerister, varigenom flera utställningar kommit till stånd. År 2020 tog han initiativ till den kulturhistoriska nättidskriften Västerbotten förr & nu, som är en efterföljare till den nedlagda museitidskriften Västerbotten; Elgh är redaktör och ansvarig utgivare.
Elgh har varit kommunalpolitiskt aktiv för Centerpartiet i Umeå kommun och hade 2018–2022 posten som vice ordförande i kulturnämnden där samt var under samma period styrelseledamot i Norrlandsoperans styrelse.
Elgh är invald som arbetande ledamot av Kungliga Skytteanska Samfundet. Han är gift med Eva Elgh, född Egervall 1955, som är docent i psykologi vid Umeå universitet och specialist i neuropsykologi. Makarna ingick äktenskap 1987 och har tre söner, födda 1989, 1991 respektive 1993.